# FK Khodjent
Maillots
Le Futbolny Klub Khodjent (en tadjik : Клуби футболи «Хуҷанд»), plus couramment abrégé en FK Khodjent, est un club tadjik de football fondé en 1976 et basé dans la ville de Khodjent, dans le nordiques du pays.

## Histoire
Fondé en 1976, le FK Khodjent est l'un des clubs fondateurs du championnat du Tadjikistan, dont la première édition a lieu en 1992.
Le premier titre national du club est une victoire en Coupe du Tadjikistan, remportée face au Ranjbar Vose en 1998. Grâce à ce trophée, le FK Khodjent participe pour la première fois de son histoire à une Coupe d'Asie, en l'occurrence la Coupe d'Asie des vainqueurs de coupe 1998-1999 où il est éliminé dès le premier tour par les Ouzbeks du Pakhtakor Tachkent (1-1, 1-4). Par la suite, il gagne à nouveau deux autres Coupes nationales, en 2002 et 2008. La Coupe de 2002 lui aurait permis de disputer la toute première Ligue des champions de l'AFC, en 2003 mais le club doit renoncer, à la suite de la suspension de la fédération tadjik par la FIFA et l'AFC.
Le FK Khodjent n'a jamais remporté le titre de champion, malgré quatre places de dauphin, obtenues en 1998, 2002, 2003 et 2015. Sa deuxième place en 2015 lui permet de participer pour la première fois à la Coupe de l'AFC, en 2016, où le club s'arrête en barrages.

## Palmarès
| Compétitions nationales |
| --- |
| - Coupe du Tadjikistan (5) : - Vainqueur : 1998, 2002, 2008, 2017 et 2021. - Finaliste : 1997, 2001-02 et 2010. - Supercoupe du Tadjikistan : - Finaliste : 2016, 2019, 2020 et 2022. |

## Personnalités du club

### Présidents du club
- Mourodjon Oumarov

### Entraîneurs du club
- Nikola Lazarević